# Rannapungerja (rivière)
La rivière Rannapungerja (en estonien : Rannapungerja jõgi) est une rivière qui s'écoule dans le Comté de Viru oriental en Estonie.

## Présentation
La rivière commence dans le village d'Atsalama et se jette dans le lac Peipous à Rannapungerja. 
La longueur de la rivière est de 54,5 km et la superficie  de son bassin versant est de 594,6 km².
Le lac Tudulinna paisjärv est situé dans le lit principal de la rivière. Il y a un autre grand lac dans le bassin versant, qui est également le lac source de l'affluent Tagajõe. 
Il s'agit du lac Tudu situé à Järvesoo.
Le phare de Rannapungerja est situé sur le rivage nord-ouest du lac Peipous, à l'embouchure de la rivière Rannapungerja.

## Galerie

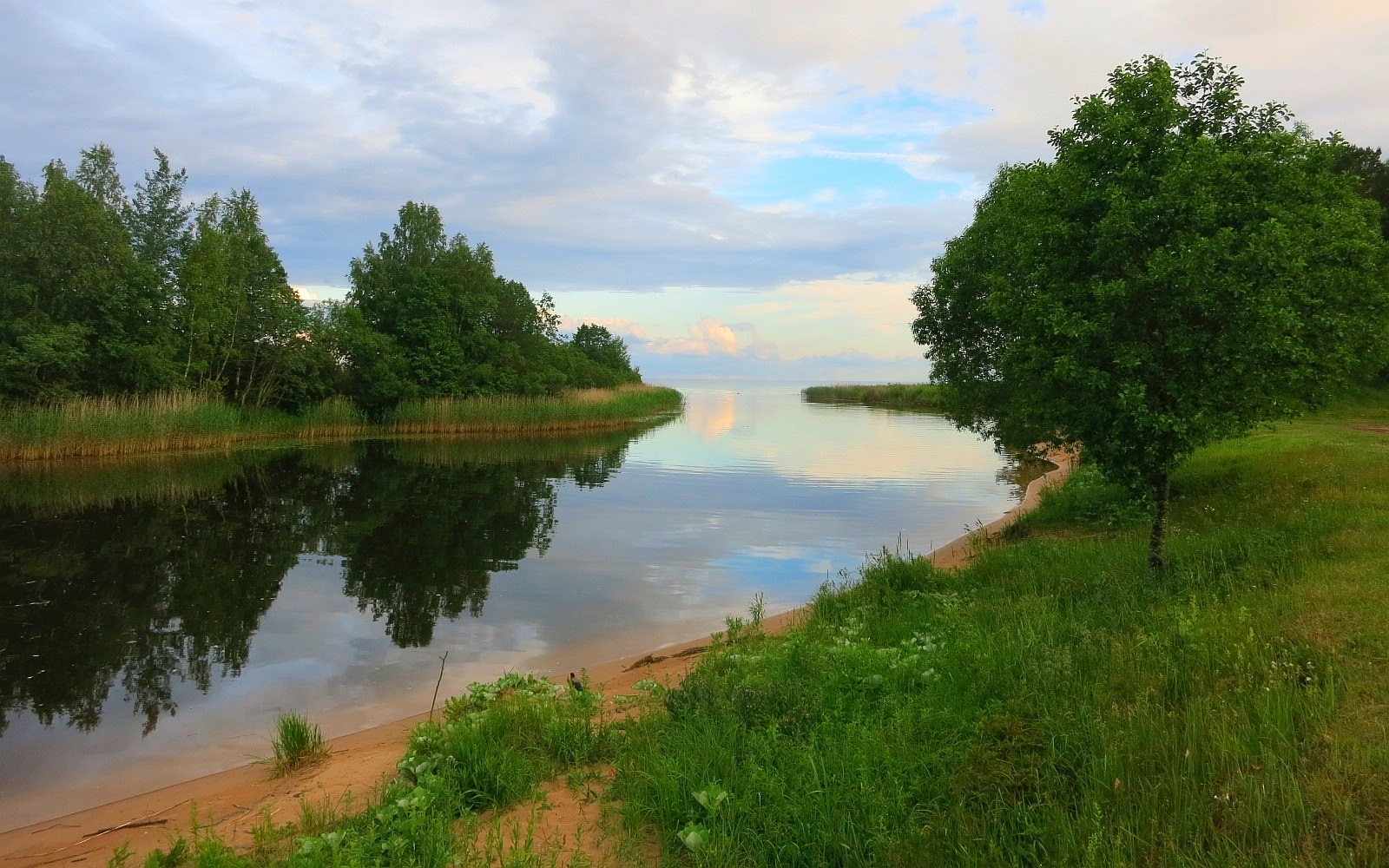
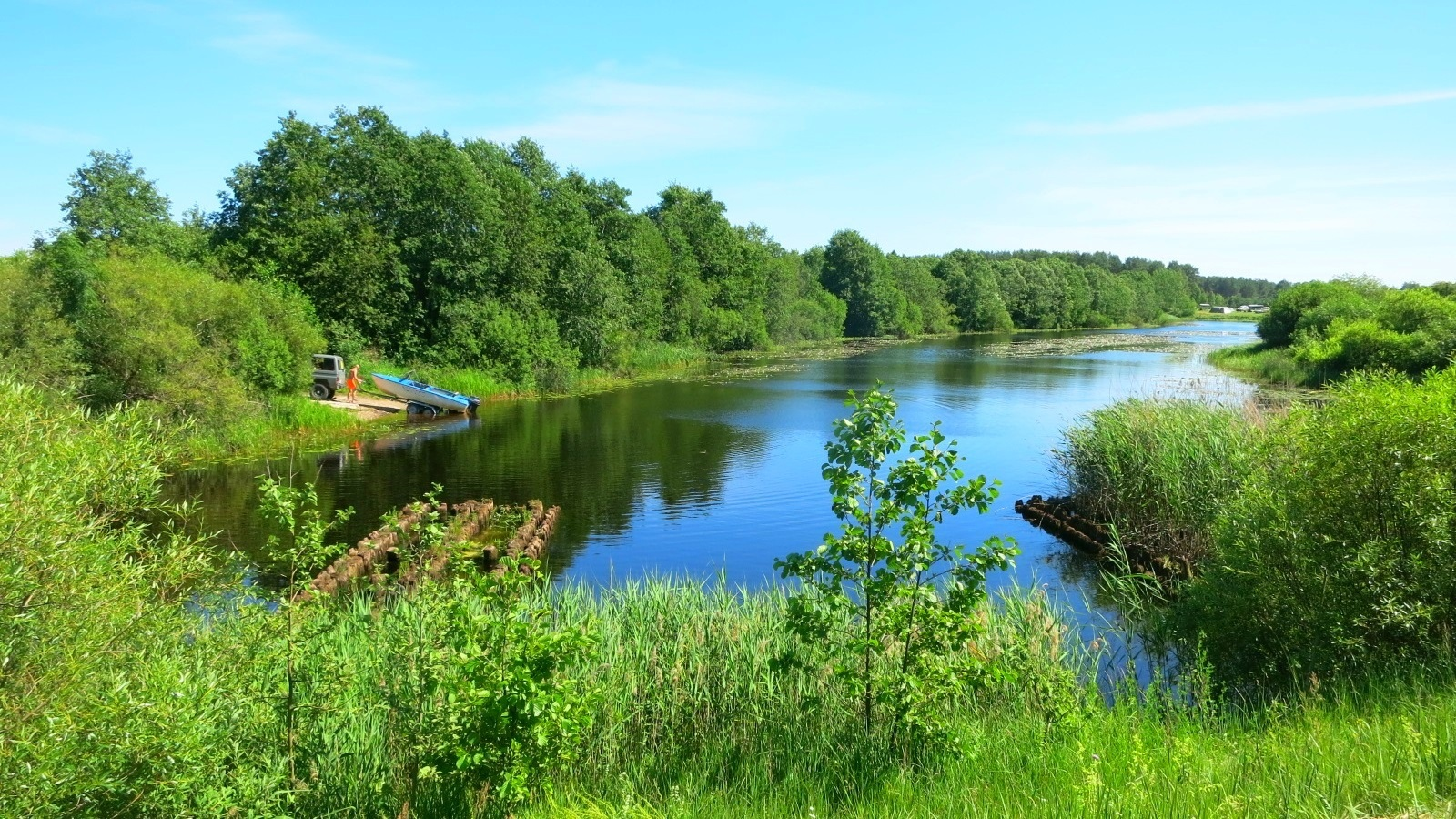
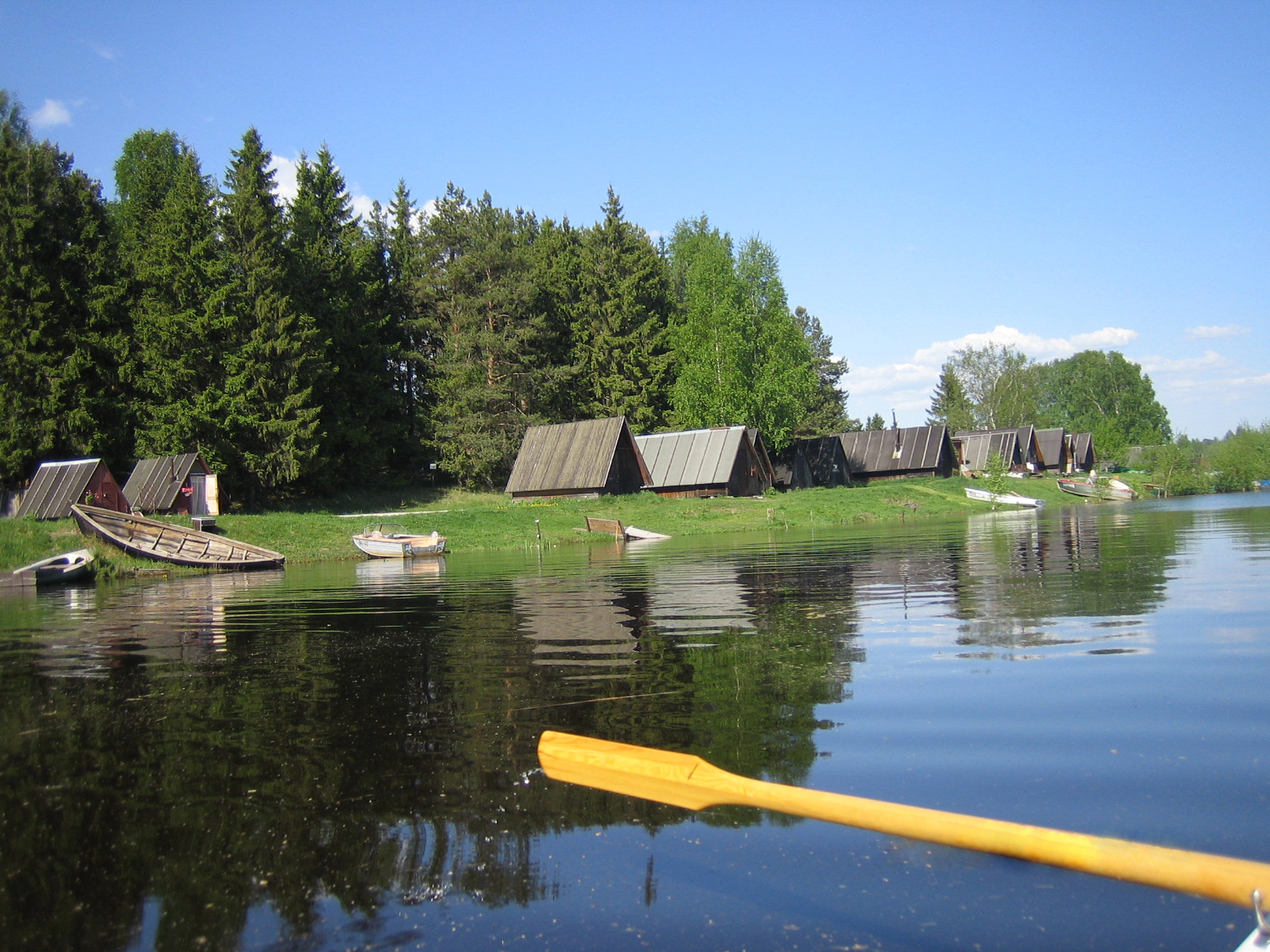

### Articles  connexes
- Liste des cours d'eau de l'Estonie